# Гешер (театр)

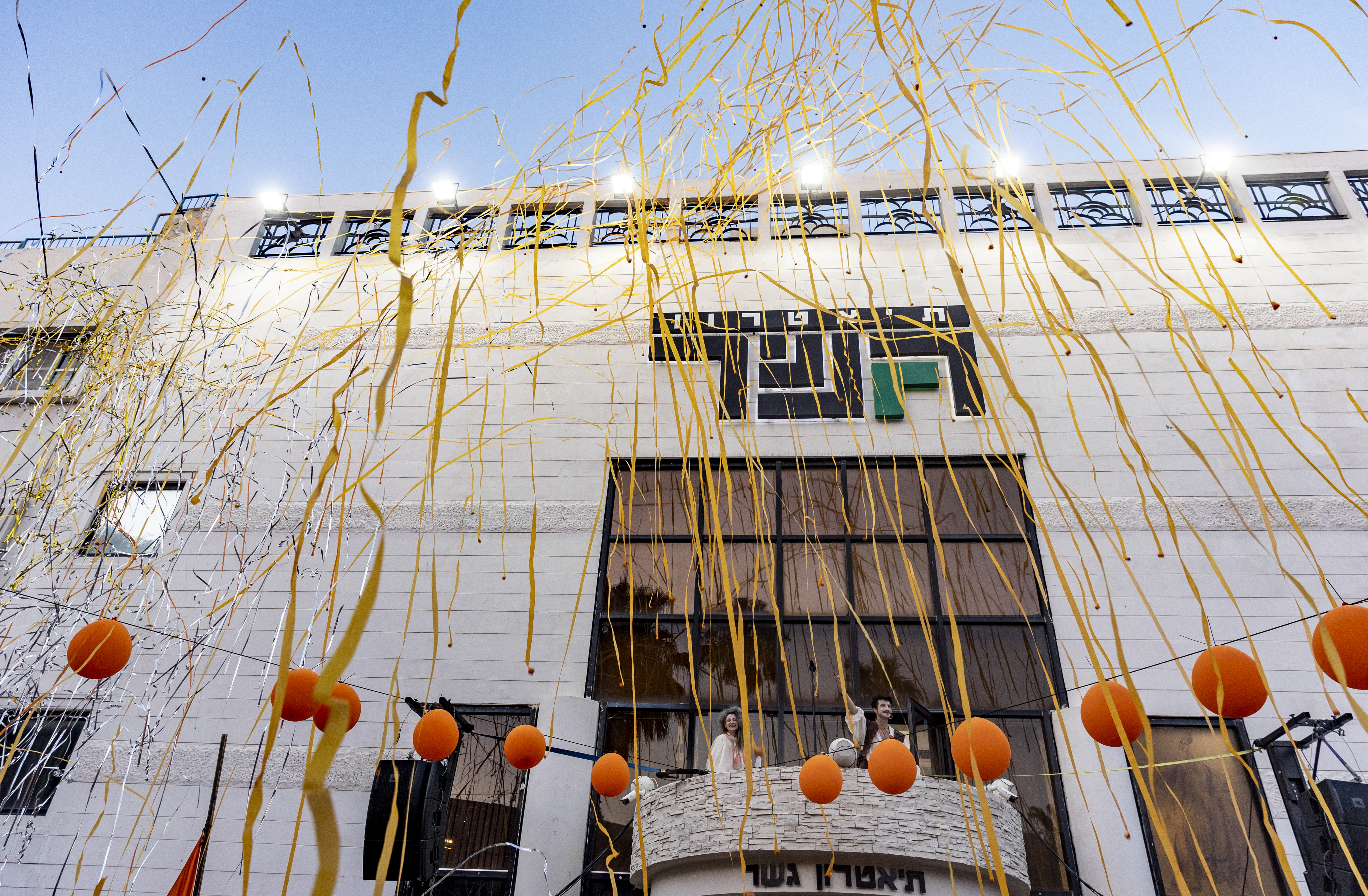
Театр Гешер - открытие фестиваля JaffaFest 2023

«Ге́шер» (ивр. תיאטרון גשר‎ — «Мост») — театр в Яффо, основанный Евгением Арье. Его спектакли идут на иврите и сопровождаются субтитрами на русском языке.

## История театра
Театр был создан в 1991 году репатриантами из СССР.
В 1990 году группа молодых актёров, учившихся в Москве у режиссёра Евгения Арье, вместе со своим учителем приехала в Израиль. В Израиле труппа пополнилась артистами московских, ленинградских и рижских театров. Открылся театр спектаклем «Розенкранц и Гильденстерн мертвы» Тома Стоппарда в переводе Иосифа Бродского.
В год создания театра русскоязычная община Израиля насчитывала около 400 тысяч человек, но театр не стал ограничиваться русскоязычной публикой. Уже через год «Гешер» начал играть спектакли на иврите. Несколько лет каждый спектакль имел две версии — на русском языке и на иврите (в настоящее время все спектакли ставятся только на иврите с русскими титрами).
В репертуаре театра были спектакли русской классики — «Идиот» Ф. М. Достоевского, «Река» по «Бесприданнице» А. Н. Островского, «Три сестры» А. П. Чехова, «На дне» Максима Горького, европейская классика — «Тартюф» и «Дон Жуан» Мольера, «Сон в летнюю ночь» Шекспира, «Мадемуазель Жюли», «Море» по «Кьоджинским перепалкам» Карло Гольдони, «Коварство и любовь» Фридриха Шиллера, «Трёхгрошовая опера» Бертольта Брехта.
Театр десятки раз удостаивался израильской театральной премии, а также других наград.
Гешер ежегодно приглашается на гастроли в разные страны мира, среди них: США, Россия, Франция, Германия, Китай, Колумбия и другие

## Труппа театра
- Хен, Рои — заведующий литературной частью.
- Манор, Наташа
- Демидов, Александр (Исраэль)
- Додина, Евгения
- Аханов, Борис
- Белый, Анатолий

и другие.